# Фрезно
Фрезно (енгл. Fresno) град је у америчкој савезној држави Калифорнија. По попису становништва из 2010. у њему је живело 494.665 становника. Фрезно је шести по величини град у Калифорнији.

## Географија
Фрезно се налази на надморској висини од 308 ft (94 m).

## Демографија
Према попису становништва из 2010. у граду је живело 494.665 становника, што је 67.013 (15,7%) становника више него 2000. године.
|                   | 2010.            | 2000.            |
| Укупно            | 494 665 (100,0%) | 427 652 (100,0%) |
| Хиспаноамериканци | 232 055 (46,91%) | 170 520 (39,87%) |
| Белци             | 148 598 (30,04%) | 159 473 (37,29%) |
| Азијати           | 62 528 (12,64%)  | 48 028 (11,23%)  |
| Афроамериканци    | 40 960 (8,280%)  | 35 763 (8,363%)  |
| Остали            | 10 524 (2,128%)  | 13 868 (3,243%)  |

## Партнерски градови
- Тореон
- Кочин
- Лахор
- Морогоро
- Тараз
- Верона
- Афула
- Вагаршапат
- Минстер
- Тајшан
- Ним
- Бакуба
- Кочи